# Азербайджанці в Німеччині
Наразі в Німеччині проживає понад 200 000 азербайджанців. Близько 17 000 з них проживають у столиці країни Берліні. Більшість азербайджанців працюють у сфері обслуговування та будівництва. Меншість азербайджанців задіяна в державних структурах, університетах і лікарнях. У Німеччині немає компактних поселень азербайджанців.
Більшість азербайджанців, які оселилися в Німеччині, переїхали з Туреччини, Ірану та Азербайджану.

## Азербайджанські волонтери

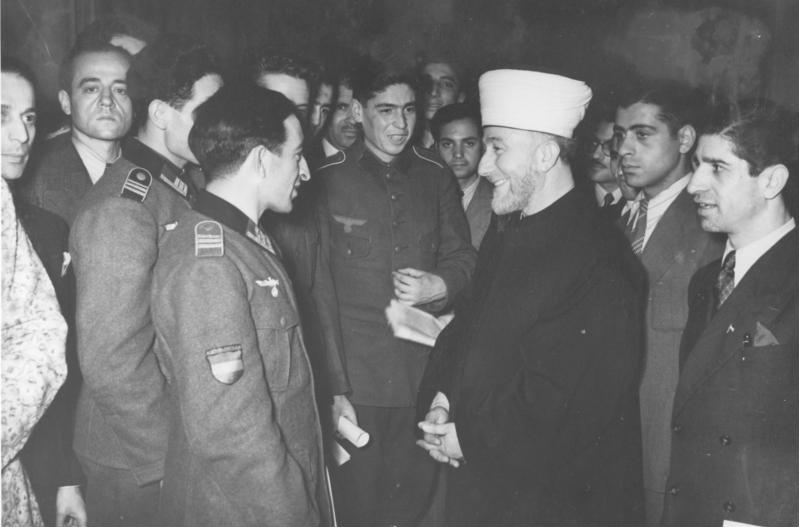
Азербайджанські легіонери розмовляють з Великим муфтієм Єрусалиму Хадж Аміном аль-Хусейні 19 грудня 1942 року, Haus der Flieger, Берлін

Національний комітет Азербайджану був створений у Берліні азербайджанськими політичними емігрантами у 1941 році. Асербайджанський легіон був сформований у 1942 році переважно з колишніх азербайджанських військовополонених добровольців, а також добровольців з інших народів, що мешкали в цьому регіоні. Багато азербайджанців приєдналися до нього в надії звільнити свою батьківщину (яку вони часто називали "класом") від радянської влади. Один азербайджанський солдат, який потрапив у полон, сказав німцям, що він був антибільшовиком і лише хотів отримати можливість звільнити свою батьківщину. За даними газети "Аргументи і факти", 40 000 громадян Азербайджану воювали на боці Третього Рейху.

## Історія поселення
Перша хвиля азербайджанців в Німеччині  з'явилася  в 1960-х роках ХХ століття. Масове переселення азербайджанців до Німеччини, припало на початок 1990-х років ХХ століття. Основними причинами цього переселення, стали конфлікт у Нагірному Карабасі, збільшення кількості біженців, а також економічна криза.
In 2015, the expert on migration issues Azer Allahveranov said that hundreds of Azerbaijanis anticipate a deportation from European countries according to the readmission agreement. This agreement was signed by the Azerbaijani government with the EU in September 2014. In winter of 2014, such an agreement was signed with the Kingdom of Norway.
У квітні 2018 року азербайджанці, які проживають у Німеччині, провели двогодинну акцію солідарності перед посольством Азербайджану в столиці країни Берліні. Організацію акції підтримали Азербайджанський дім у Берліні, а також Конгрес європейських азербайджанців, Німецько-азербайджанський культурний центр, Магдебурзьке культурне товариство "Азербайджан-Німеччина". У заході взяли участь близько 200 азербайджанців. Голова Конгресу азербайджанців Європи - Сахіл Гасимов, заступник президента Конгресу азербайджанців Бенілюксу - Ельсевер Мамедов, голова Німецько-азербайджанського товариства в Бонні - Найба Гаджієва, голова Культурного центру Німеччина-Азербайджан - Файг Мамедов, президент Асоціації азербайджанців Фінляндії - Васиф Мурадли, голова Товариства азербайджанських жінок - Арзу Октай та інші.

## Сучасні азербайджанські товариства в Німеччині
Азербайджанська діаспора в Німеччині вважається одним з найбільших представництв азербайджанської діаспори в Європі. У 1988 році в місті Берлін було засновано "Азербайджансько-німецьке товариство". Ще раніше, у 1986 році, була створена організація під назвою "Азербайджансько-німецька академія".

### Берлін
У Берліні діють такі азербайджанські товариства: Німецько-азербайджанське культурне товариство (нім. Deutsch-Aserbaidschanischer Kulturverein) (голова Ібрагім Ахрарі), Товариство азербайджанських академіків (Vereinigung der aserbaidschanischen Akademiker) (голова Ахмед Яздані), Товариство Нізамі Ганджаві (нім. Kulturinstitut Nizami Gandschavi) (голова - др. Нуріда Атеші), Німецько-азербайджанське товариство дружби (голова Мансур Рашиді), Товариство "Верне Одлар Юрду" (нім. Verein Odlar Yurdu), Азербайджанський Одлар Юрду - країна світла (голова Джафар Джафарзаде).

### Кельн
У Кельні діють такі азербайджанські товариства: Товариство азербайджанської культури (нім. Aserbaidschanischer Kulturverein) (голова Чалис Тазель був призначений у 1990 році), Товариство дружби Азербайджану та Німеччини (нім. Verein der deutsch-aserbaidschanischen Freundschaft) (голова Уфуг).

### Штутгарт
У Штутгарті існує Товариство азербайджанської культури (нім. Aserbaidschanischer Kulturverein) (голова Джумалі Туран).

### Бохум
У Бохумі існує Азербайджанське академічне товариство (нім. Aserbaidschanische Akademikerverein) (голова Мардан Агаєв).

### Нюрнберг
У Нюрнберзі діє Товариство дружби і культури між Азербайджаном і Німеччиною головою якого є Асад Рагімов. Коло азербайджанської культури" (1990).

### Вюрцбург
У Вюрцбурзі існує Культурне азербайджанське товариство "Гюней" (нім. Aserbaidschanischer Kulturverein "Güney") (голова Гуламхусейн Шахмарі).
У Німеччині також діють "Центр азербайджанської культури" в Бонні, "Азербайджансько-німецьке товариство" (1991) в Дюссельдорфі, "Азербайджанське товариство культурних зв'язків" у Франкфурті, "Азербайджанський дім" (1997) в Лімбурзі-на-Лані та інші організації. У 1996 році всі азербайджанські громади Німеччини були об'єднані в єдину організацію - Федерацію німецько-азербайджанських товариств (FGAO). Федерація була створена в місті Майнц і включала в себе 8 організацій. Основною метою федерації є зміцнення зовнішніх зв'язків між організаціями діаспори. Президентом федерації є Нусрет Дельбест.
21-22 серпня 1999 року в Бонні відбувся перший конгрес FGAO. З жовтня 2004 року в Берліні почав функціонувати Інститут культури імені Нізамі Гянджеві. Одночасно були відкриті курси з вивчення німецької та азербайджанської мов, викладацькі курси в галузі музики та комп'ютерних знань. Члени Федерації відзначають національні свята Німеччини та Азербайджану.
Починаючи з 2011 року, кожного 15 червня в Дрездені товариство "Alm.az" проводить захід на честь Дня національного порятунку. Головою товариства є Агагусейн Бабаєв.
На сьогоднішній день на території Німеччини існує приблизно 35-40 азербайджанських організацій.
Азербайджанці, які проживають у Німеччині, тепер мають можливість відвідати місто Баку протягом тижня, ставши учасниками так званого проекту "Моя Батьківщина - Азербайджан". Сам проект був організований в результаті діяльності Державного комітету по роботі з діаспорою та Товариства німецько-азербайджанської дружби.
У 2014 році відбулася зустріч делегації Державного комітету Азербайджану по роботі з діаспорою з керівниками організацій азербайджанської діаспори у місті Франкфурт-на-Майні. У зустрічі взяли участь голови та активісти організацій - Саміра Патер-Ісмаїлова, Етібар Ганієв, Башар Комур, Агахусейн Бабаєв, Тарана Тагієва, Тофік Гараєв, Ельнур Ріхтер та інші.
Учасникам зустрічі було представлено звіт про плани, які були реалізовані у 2014 році. Були обговорені існуючі проблеми у сфері забезпечення участі азербайджанців, які проживають в Європі, у суспільно-політичному житті.

## Культура

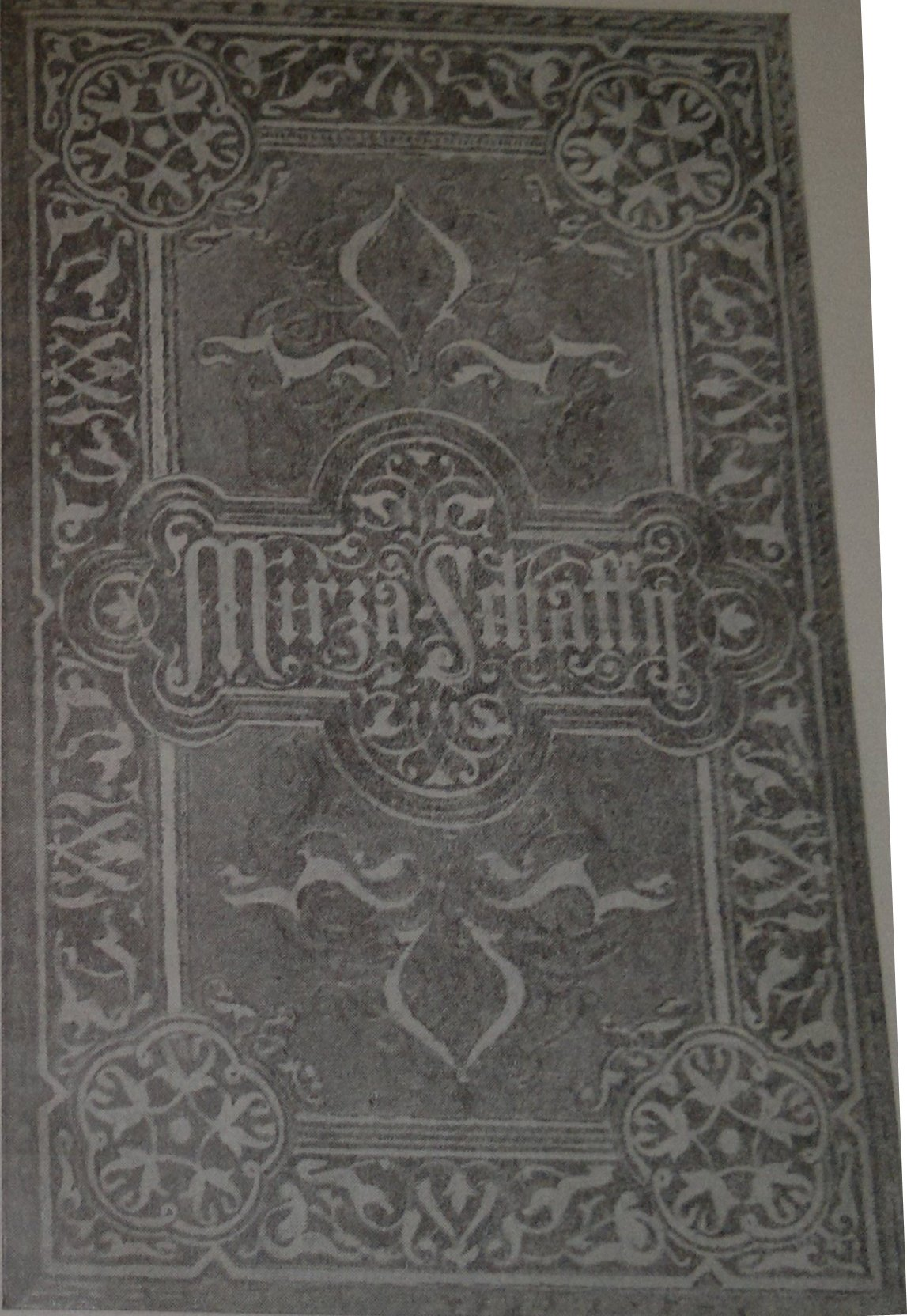
Вірші Мірзи Шафі Вазе

Фрідріх Мартін фон Боденштедт, німецький поет і мандрівник, переклав поезію Мірзи Шафі Вазе німецькою мовою після повернення з Кавказу до Німеччини. Його перша книга про Шафі називалася "Тисяча і один день на Сході". Вона містила звіт про перебування Боденштедта в Азії і включала багато віршів Шафі. Видавець попросив його видати вірші, що містилися в ній, окремо, і в результаті вони були опубліковані в 1851 році як книга під назвою "Пісні Мірзи Шафі" ("Die Lieder des Mirza Schaffy"), яка містила багато додаткових віршів.
Меморіал жертвам Ходжалинської різанини в Берліні - перший публічний меморіал у Німеччині, присвячений жертвам Ходжалинської різанини. Пам'ятник знаходиться біля бібліотеки Готфріда Бенна в районі Штегліц-Зелендорф. Меморіал було відкрито 30 травня 2011 року, на церемонії відкриття були присутні Норберт Копп, мер Штегліц-Целендорфа, Адалат Валієв, заступник міністра культури і туризму Азербайджану, азербайджанці-емігранти, провідні наукові та культурні діячі з обох країн.
Культурний вечір був організований у Берлінському історичному музеї у вересні 2011 року з нагоди 20-ї річниці незалежності Азербайджанської Республіки, крім того, культурні вечори були проведені в Мюнхені, Штутгарті, Кельні, Гамбурзі в 2013 році, в Ганновері, Дюссельдорфі, Дрездені в 2014 році, у Франкфурті-на-Майні в 2015 році, організовані Фондом Гейдара Алієва за підтримки Посольства Азербайджану в Німеччині.
Meydan TV, азербайджанська некомерційна медіа-організація, що базується в Берліні, була заснована Еміном Міллі в 2013 році.

## Знатні люди
- Абдуррахман Фаталібейлі – майор радянської армії, який перейшов на бік німецьких військ під час Другої світової війни; керівник азербайджанської редакції Радіо Свобода в Мюнхені
- Дімітрій Назаров – азербайджанський футболіст, гравець 2-го клубу «Ерцгебірге Ауе» . Бундесліга
- Емін Міллі – письменник, правозахисник, дисидент, який живе в еміграції
- Франгіз Алі-Заде – азербайджанський композитор і піаніст
- Ігор Луканін – танцюрист на льоду, виступає на міжнародних змаганнях за Азербайджан
- Ільхам Мамедов — азербайджанський футболіст
- Вугар Асланов – письменник і журналіст

### Іранське походження
- Алі Самаді Ахаді – ірано-німецький режисер і сценарист
- Акбар Бехкалам – художник і скульптор
- Азіз Аслі – іранський футбольний воротар у відставці, менеджер і актор
- Казем Садег-Заде – аналітичний філософ медицини
- Кіян Солтанпур – азербайджансько-іранський футболіст, гравець клубу Berliner SC у Berlin-Liga
- Misha Bolourie[de] – поет і художник
- Рахім Рахманзаде – хірург і лікар
- Разіє Голамі Шабані – політик і активіст.
- Шахла Агапур – іранський художник, автор і директор галереї

### Турецького походження
- Сінан Шаміль Сам – турецько-азербайджанський боксер-професіонал у важкій вазі